# Wybory prezydenckie na Białorusi w 2025 roku
Wybory prezydenckie na Białorusi w 2025 roku odbyły się w dniu 26 stycznia 2025. Formalnie zwyciężył w nich rządzący krajem od 1994 Alaksandr Łukaszenka zdobywając prawie 87% głosów. Stany Zjednoczone, Polska, Litwa i Łotwa nie uznały wyników wyborów.

## Tło oraz przebieg głosowania
Władze Białorusi zdecydowały się przyspieszyć wybory, przesuwając je ze wiosny na styczeń. Miało to na celu uniknięcie masowych protestów, podobnych do tych, które wybuchły po wyborach w 2020 roku, powszechnie uznanych za sfałszowane. Do wyborów nie dopuszczono niezależnych kandydatów, a głosowanie odbywało się tylko na Białorusi. Zmodyfikowano również procedurę liczenia głosów, tak aby członkowie komisji wyborczych nie mieli wglądu w rzeczywiste wyniki w poszczególnych lokalach.